# دوغلاس سيلفا
دوغلاس سيلفا (بالبرتغالية: Douglas De Silva‏) هو لاعب كرة قدم برازيلي في مركز الوسط، ولد في 19 مايو 1974 في ساو باولو في البرازيل. لعب مع نادي إيست بنغال.